# Łowce (rejon postawski)
Łowce – dawna wieś. Tereny, na których była położona, leżą obecnie na Białorusi, w obwodzie witebskim, w rejonie postawskim, w sielsowiecie Łyntupy.

## Historia
W czasach zaborów wieś w gminie Komaje, w powiecie święciańskim Imperium Rosyjskiego. W 1905 roku liczyła 73 mieszkańców, 76 dziesięcin.
W dwudziestoleciu międzywojennym wieś leżała w Polsce, w województwie wileńskim, w powiecie postawskim, w gminie Komaje.
W 1931 w 12 domach zamieszkiwało 69 osób.
Miejscowość należała do parafii prawosławnej w Komajach. Podlegała pod Sąd Grodzki w Hoduciszkach i Okręgowy w Wilnie; właściwy urząd pocztowy mieścił się w Komajach.